# Moraea inclinata
Moraea inclinata är en irisväxtart som beskrevs av Peter Goldblatt. Moraea inclinata ingår i släktet Moraea och familjen irisväxter. Inga underarter finns listade i Catalogue of Life.